# Stellantis Villaverde
Stellantis Villaverde es una fábrica de automóviles propiedad del grupo Stellantis (anteriormente Groupe PSA). Fundada en 1951 por Barreiros, la fábrica está ubicada en el distrito de Villaverde, en la zona sur de Madrid.
Desde 2021 forma parte del denominado "Polo Industrial Ibérico" de Stellantis, conglomerado formado por los grupos industriales Fiat Chrysler Automobiles y Groupe PSA fruto de la fusión entre iguales 50/50 de ambos fabricantes, junto con las factorías de Stellantis Vigo, Figueruelas y Mangualde (esta última en Portugal). Es una de las tres fábricas que el grupo PSA poseía en España.
Las oficinas de la planta de Villaverde (Madrid), alojan desde septiembre de 2021, las sedes y oficinas centrales oficiales en España; de las marcas Peugeot, Citroën, DS, Opel, Fiat y Fiat Professional; todas ellas se encuentran bajo la denominación de 'Stellantis España'.

## Historia

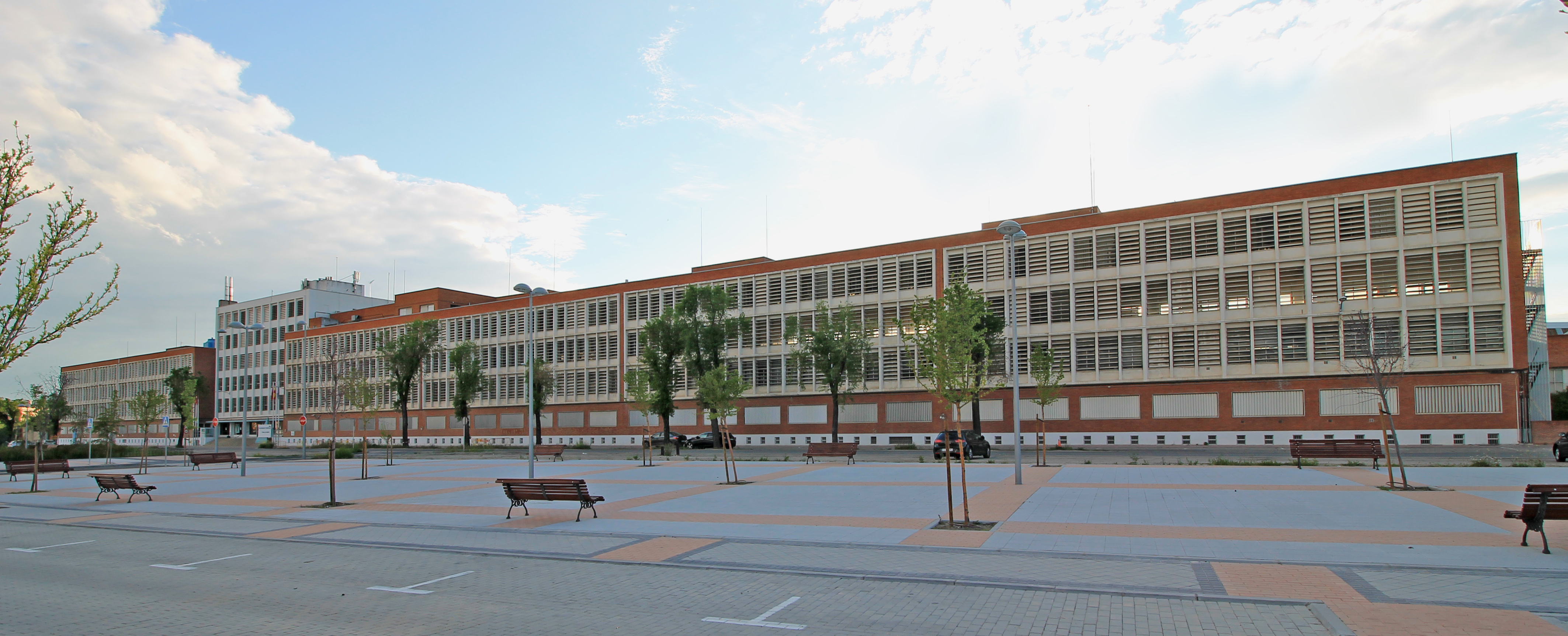
Antiguas oficinas centrales de Barreiros Diesel, junto a la fábrica de dicha empresa. Actualmente ambas instalaciones son parte del Centro de Madrid de PSA Peugeot Citroën.

Inició su actividad en el año 1951 bajo el mando del empresario Eduardo Barreiros, dedicada a la transformación de motores de gasolina en motores diésel con una plantilla de 50 operarios. Allí se fabricaron el Simca 1000 y el Simca 1200. Posteriormente la planta pasa a manos de Chrysler en 1967, y finalmente a PSA Peugeot Citroën en 1978: primero como factoría de Talbot y en 1996 como Peugeot España S.A para finalmente pasar a denominarse Centro de Madrid de PSA Peugeot Citroën.
Este centro producía toda la gama del Peugeot 207: el Peugeot 207, el Peugeot 207 SW y el Peugeot 207cc. Estos dos últimos en exclusiva mundial. Hasta 2010, tenía parte de la producción de los Citroën C3 y la totalidad de los Citroën C3 Pluriel. Los Citroën C3 eran ensamblados con chasis procedentes de Francia.

## Producción
PSA Villaverde se considera una planta especializada en series de tirada limitada o ajustada. La planta, que cuenta con una plantilla de 1.200 personas se encuentra en el segmento de «fábrica terminal». Las fábricas terminales de PSA Peugeot Citroën, se encargan de las fases finales de fabricación de los vehículos, poniéndolos directamente a disposición de las marcas, a la salida de la cadena de montaje.
Entre el año 2014 y el 2020 se ensambló el C4 Cactus en exclusiva mundial, y desde 2020 se fabrica en exclusividad el nuevo C4 en sus tres variantes: gasolina, diésel y 100% eléctrico.

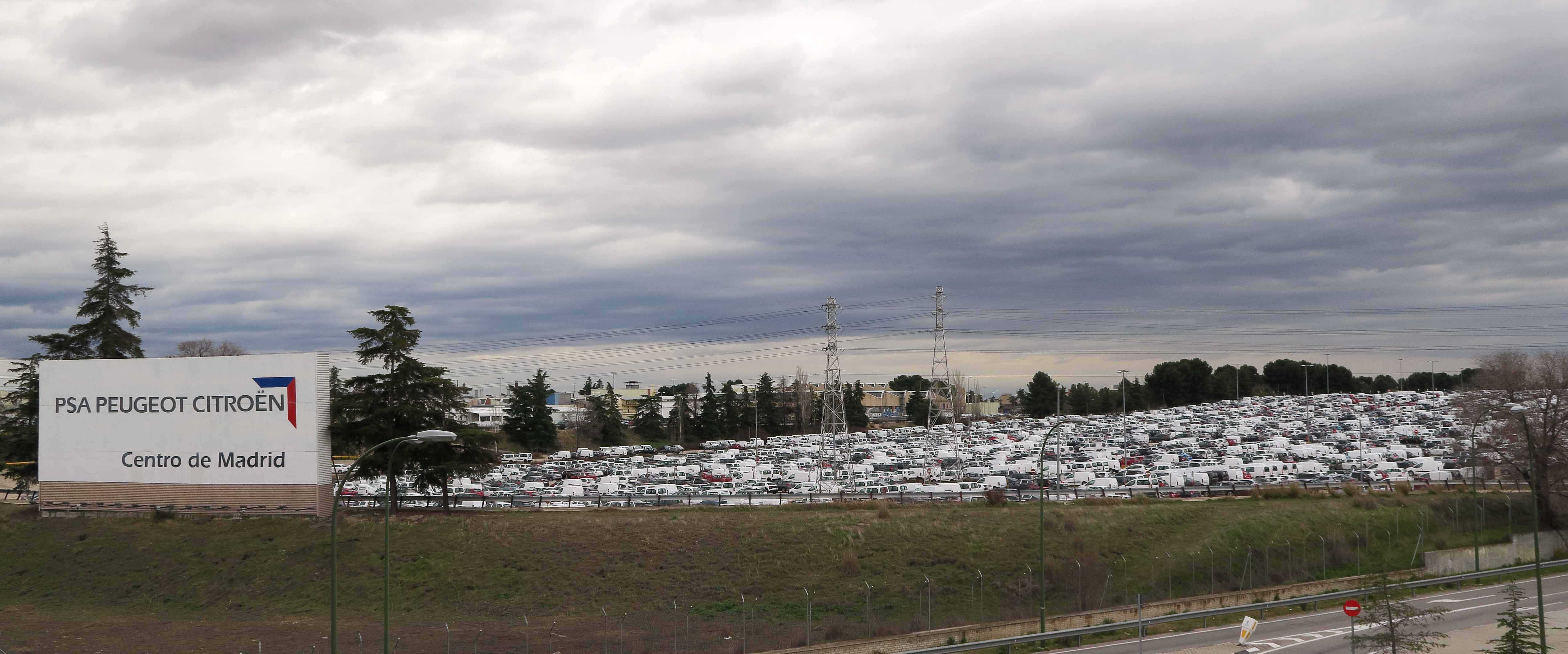
Pista de pruebas y aparcamiento de la fábrica PSA de Madrid.

La producción del centro en 2007 se elevó a 135.500 vehículos, de los cuales el 74% fue destinado a la exportación. En 2019, la producción había descendido hasta los 52.800 vehículos, consolidándose como la más pequeña de las fábricas de la compañía en España, al suponer el 5,7% de los 929.700 vehículos fabricados por PSA en el país, de los que exportó el 87,6%.
Desde 2020 fabrica en exclusiva mundial la tercera genaración de la berlina Citroën C4 y su versión eléctrica ë-C4.